# Club Social y Deportivo Cobán Imperial
Il Club Social y Deportivo Cobán Imperial, soprannominato Los Príncipes Azules ("I Principi Blu"), è una squadra di calcio guatemalteca con sede a Cobán, Alta Verapaz. Giocano le partite casalinghe all'Estadio Verapaz. È uno dei club tradizionali del Guatemala, il club è diventato campione del campionato per la prima volta nel 2004, quando ha sconfitto il Municipal nella finale del torneo di Clausura.
Il club è stato retrocesso dalla Liga Nacional de Fùtbal (Prima divisione) dopo aver perso uno spareggio contro lo Zacapa e ha trascorso dal 2007 al 2014 nel Gruppo "A" o "B" della  Primera División de Ascenso. Dopo una vittoria sul Deportivo Mictlán nel maggio 2015, Cobàn è stato promosso a sindaco della Liga dove gioca.

## Allenatori
- Rubén Amorín (1979)
- Julio César Cortés (1997–98)
- Héctor Trujillo (2000–01)
- Luís López Meneses (2001)
- Julio González (2003)
- Mario Reig (2004)
- Julio César Antúnez (2007–08)
- Carlos de Toro (2010)
- Garabet Avedissian (2010–11)
- Amarini Villatoro (2011–2012)
- Fabricio Benitez (2015- Feb 2016)
- Héctor Trujillo (Feb 2016 - May 2016)
- Ariel Sena (June 2016-Aug 2017)
- Fabricio Benìtez (Aug 2017-)

## Organico

### Rosa 2018
| N. |                        | Ruolo | Calciatore         |
| -- | ---------------------- | ----- | ------------------ |
| 1  | Uruguay (bandiera)     | P     | Álvaro García      |
| 2  | Guatemala (bandiera)   | D     | Milton Gary Leal   |
| 3  | Guatemala (bandiera)   | D     | Walfred Herrera    |
| 4  | Guatemala (bandiera)   | D     | Rafaél Gonzalez    |
| 5  | Guatemala (bandiera)   | D     | Enrique Klug       |
| 6  | Argentina (bandiera)   | C     | Francisco Ladogana |
| 7  | Guatemala (bandiera)   | C     | Erwin Morales      |
| 8  | Guatemala (bandiera)   | D     | Yeltsin Álvarez    |
| 9  | Guatemala (bandiera)   | A     | Edi Danilo Guerra  |
| 10 | El Salvador (bandiera) | C     | Gerson Mayen       |
| 11 | Brasile (bandiera)     | C     | Janderson Pereira  |
| 12 | Guatemala (bandiera)   | P     | Iván Pacheco       |
| 13 | Guatemala (bandiera)   | C     | Edwin González     |
| 14 | Guatemala (bandiera)   | C     | Hamilton Cárdenas  |
| 15 | Guatemala (bandiera)   | C     | Edgar Chub         |
| 16 | Uruguay (bandiera)     | A     | Jonathan Charquero |
| 17 | Guatemala (bandiera)   | C     | Ángel Cabrera      |
| 18 | Guatemala (bandiera)   | A     | Henry López        |
| 19 | Honduras (bandiera)    | C     | Bayron Méndez      |
| 20 | Guatemala (bandiera)   | C     | Víctor Guay        |
| 21 | Guatemala (bandiera)   | C     | Byron Leal         |
| 22 | Guatemala (bandiera)   | C     | Stefano Cincotta   |

| N. |                        | Ruolo | Calciatore           |
| -- | ---------------------- | ----- | -------------------- |
| 23 | Guatemala (bandiera)   | C     | Erwin Morales        |
| 24 | Guatemala (bandiera)   | C     | Elías Vásquez        |
| 25 | El Salvador (bandiera) | P     | Derby Carrillo       |
| 26 | Guatemala (bandiera)   | D     | Carlos Estrada       |
| 27 | Paraguay (bandiera)    | C     | Orlando Moreira      |
| 28 | Guatemala (bandiera)   | D     | Sergio Azurdia       |
| 29 | Guatemala (bandiera)   | A     | Josué Mitchell       |
| 30 | Guatemala (bandiera)   | D     | Eduardo Soto         |
| 31 | Guatemala (bandiera)   | D     | Byron Leal           |
| 32 | Paraguay (bandiera)    | D     | Víctor Solalinde     |
| 33 | Guatemala (bandiera)   | D     | Alexander Cifuentes  |
| 34 | Guatemala (bandiera)   | C     | Hetzon Pereira       |
| 35 | Guatemala (bandiera)   | D     | Juan Manuel Orellana |
| 36 | Guatemala (bandiera)   | C     | Nery Oliva           |
| 37 | Guatemala (bandiera)   | C     | Víctor Guay          |
| 39 | Paraguay (bandiera)    | A     | Lauro Cazal          |
| 42 | Guatemala (bandiera)   | A     | Daniel Guay          |
| 48 | Guatemala (bandiera)   | C     | Jonathan Morán       |
| 49 | Guatemala (bandiera)   | D     | Tómas Castillo       |
| 92 | Guatemala (bandiera)   | C     | Fredy Juárez         |
| 99 | Guatemala (bandiera)   | C     | Fredy Lopez          |